# Oreobates barituensis
Oreobates barituensis är en groddjursart som beskrevs av Vaira och Ferrari 2008. Oreobates barituensis ingår i släktet Oreobates och familjen Strabomantidae. Inga underarter finns listade i Catalogue of Life.